# Акција (филм)
Акција је југословенски филм први пут приказан 8. јула 1960. године. Режирао га је Јане Кавчич а сценарио је написао Марјан Розанц.

## Улоге
| Глумац           | Улога      |
| ---------------- | ---------- |
| Лојзе Розман     | Цирил      |
| Александер Валич | Тома           |
| Стане Потокар    | Метод      |
| Јанез Албрехт    | Становник  |
| Бранко Плеша     | Студент    |
| Арнолд Товорник  | Клемен     |
| Макс Бајц        | Стражар    |
| Славко Белак     | Полде      |
| Полде Бибич      | Сергеј     |
| Деметер Битенц   | Гестаповац |
| Фрањо Блаж       | Баховец    |
| Вања Драх        | Кос        |

Остале улоге  ▼
| Глумац          | Улога     |
| --------------- | --------- |
| Јанко Хочевар   | Становник |
| Силвиј Кобал    | Лојз      |
| Јошко Лукес     | Лудвик    |
| Драго Макуц     | Лазар     |
| Кристијан Муцк  | Карел     |
| Никола Поповић  | Критоф    |
| Франц Пресетник | Стражар   |
| Јоже Рус        | Стражар   |
| Милан Срдоч     | Мирт      |

Комплетна филмска екипа  ▼
| Редитељ              | Јане Кавчич           |
| Сценариста           | Марјан Розанц         |
| Композитор           | Алојз Среботњак       |
| Директор фотографије | Франце Церар          |
| Mонтажер             | Клеопатра Харисијадес |
| Сценограф            | Нико Матул            |
| Костимограф          | Милена Кумар          |